# Attalea crassispatha
Attalea crassispatha är en enhjärtbladig växtart som först beskrevs av Carl Friedrich Philipp von Martius, och fick sitt nu gällande namn av Karl Ewald Maximilian Burret. Attalea crassispatha ingår i släktet Attalea och familjen Arecaceae. IUCN kategoriserar arten globalt som akut hotad. Inga underarter finns listade i Catalogue of Life.